# Байнлих, Штефан
Ште́фан Ба́йнлих (нем. Stefan Beinlich; родился 13 января 1972 года) — немецкий футболист, играл на позиции полузащитника.

## Карьера
Первый по-настоящему профессиональный контракт подписал с «Астон Виллой» перед сезоном 1991/1992. Игроком основы не был, принял участие всего в 16 матчах. Особого успеха добился в «Ганзе» и «Байере», в этих клубах был незаменимым футболистом. Всего в чемпионатах Германии и Англии сыграл 398 матчей, забил 87 мячей.
Не раз вызывался в сборную Германии и сыграл за неё 5 матчей. Дебют в сборной пришёлся на 2 сентября 1998 года, на матч против команды Мальты.